# Ustawa o przyznaniu stopni i praw oficerskich weteranom z roku 1831, 1848 i 1863

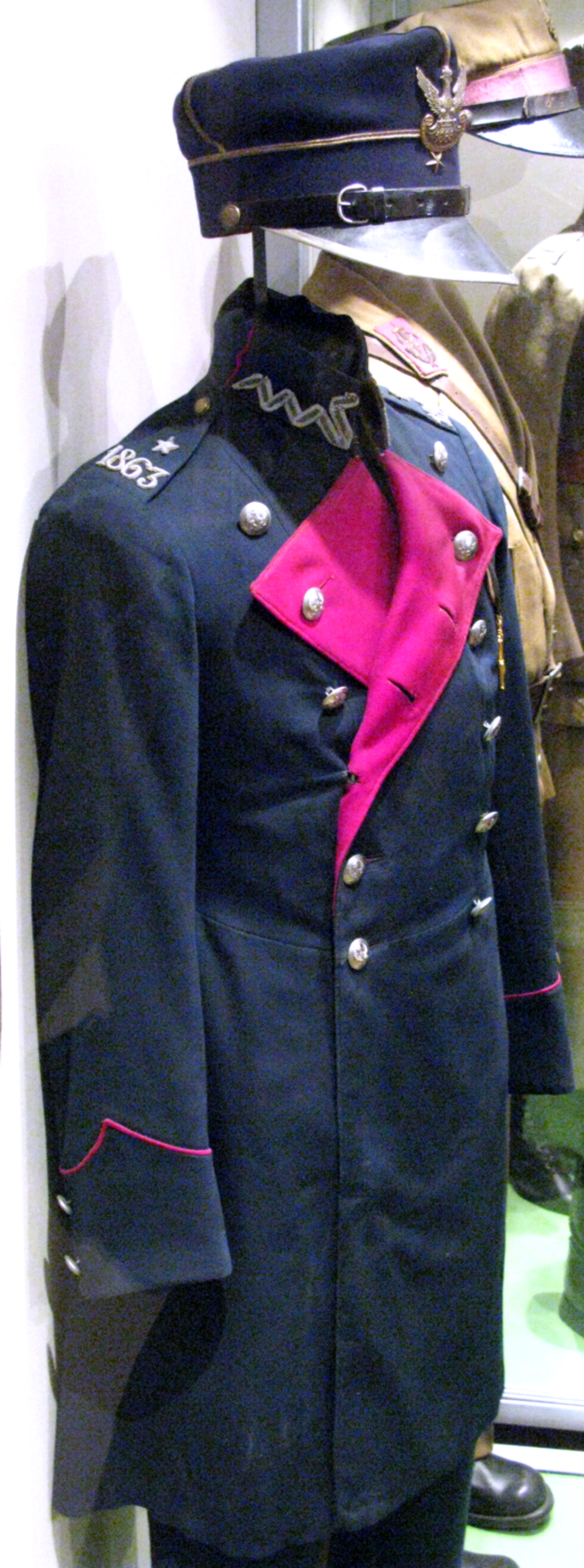
Mundur weterana powstania styczniowego w II Rzeczypospolitej

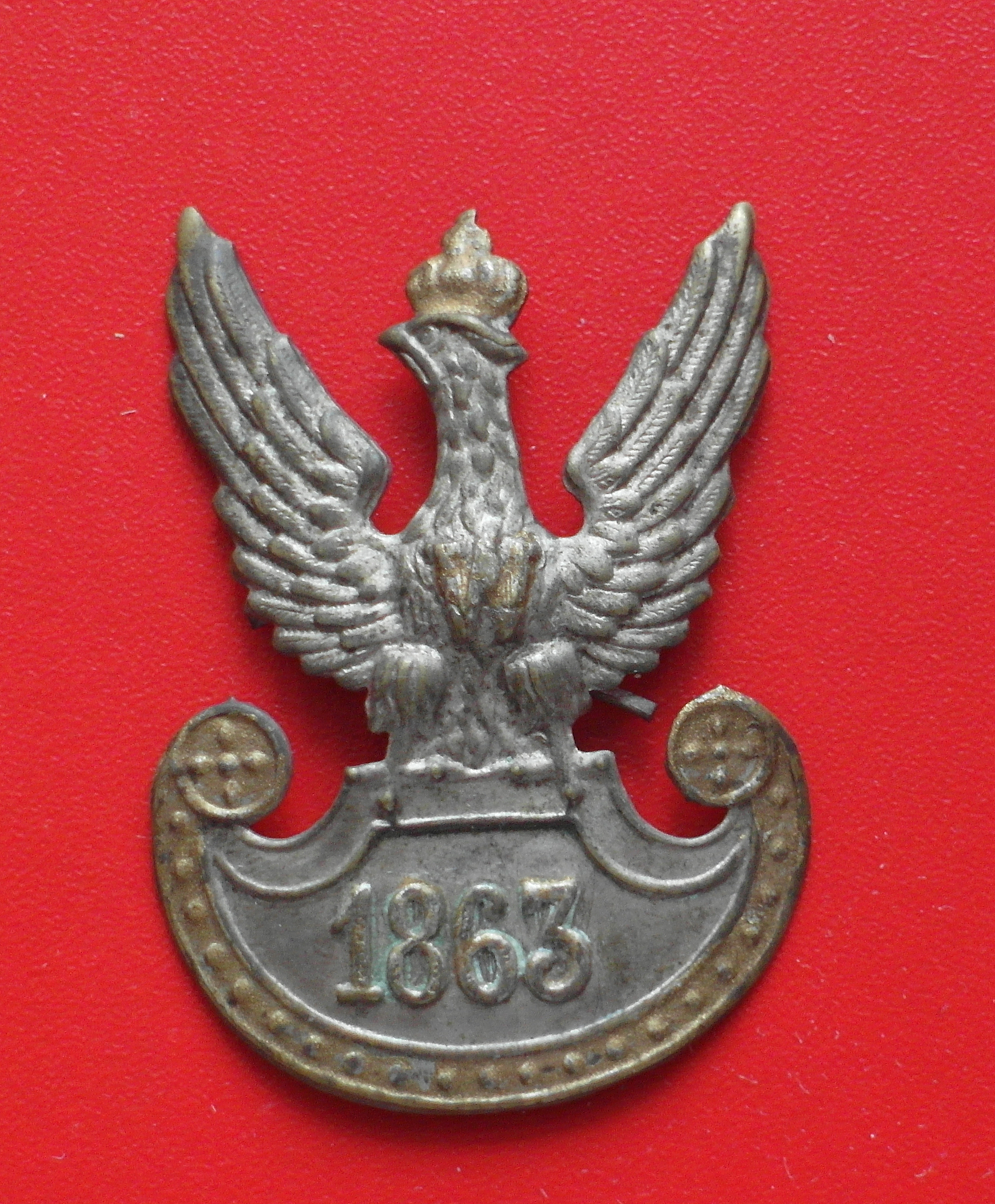
Orzełek weterana powstania styczniowego

Ustawa o przyznaniu stopni i praw oficerskich weteranom z roku 1831, 1848 i 1863 – ustawa przyjęta przez Sejm Ustawodawczy 18 grudnia 1919 (Dz.U. z 1920 r. nr 2, poz. 5). Pierwszy akt normatywny wydany w odrodzonym państwie polskim, który nadawał stopnie i prawa oficerskie weteranom polskich zrywów narodowych.
Ustawa weszła w życie 9 stycznia 1920, jej wykonanie polecono Ministrowi Spraw Wojskowych. Zgodnie z jej brzmieniem weterani z lat 1831, 1848 i 1863, z wyjątkiem karanych sądownie za przestępstwa uchybiające godności stanu oficerskiego, otrzymali honorowy stopień podporucznika Wojsk Polskich (art. 1). Weterani, którzy wylegitymowali się otrzymaniem wyższego stopnia oficerskiego niż podporucznik, otrzymali potwierdzenie wyższego stopnia wojskowego (art. 2).
Niezależnie od stopnia korzystali ze wszystkich praw i przywilejów przysługujących oficerom armii czynnej, przy czym zamiast stałego uposażenia wojskowego zyskali stałą pensję dożywotnią określoną ustawą z dnia 2 sierpnia 1919 znowelizowaną 18 grudnia tego samego roku (Dz.U. z 1920 r. nr 2, poz. 4). Przepisy o stałej pensji (art. 4) zostały uchylone 1 lutego 1922 ustawą z 23 marca 1922 r. w przedmiocie zaopatrzenia weteranów powstań narodowych z 1831, 1848 i 1863 r. oraz wdów po nich (Dz.U. z 1922 r. nr 26, poz. 2121). Zaopatrzenie weteranów składało się odtąd z pensji, dodatku pielęgnacyjnego oraz z leczenia i opieki społecznej. Dodatkowo 7 października 1927 Prezydent RP Ignacy Mościcki wydał rozporządzenie w sprawie zmiany niektórych postanowień ustawy z dnia 23 marca 1922 r. w przedmiocie zaopatrzenia weteranów powstań narodowych z 1831 r., 1848 r. i 1863 r. oraz wdów po nich. (Dz.U. z 1927 r. nr 88, poz. 791), nowelizujące ustawę z dnia 23 marca 1922 r.